# Semirhynchia rubellus
Semirhynchia rubellus là một loài côn trùng trong họ Nemopteridae thuộc bộ Neuroptera. Loài này được Navás miêu tả năm 1910.